# Wilhelm Wulf
Wilhelm Joseph Franz Wulf (* 27. Dezember 1892 in Monkowarsk; † 17. Oktober 1960 in Essen) war ein Jurist und Richter sowie Oberbürgermeister von Wanne-Eickel.

## Leben
Der zeitweilig konfessionslose getaufte Katholik Wilhelm Wulf wurde als Sohn des Konrektors Wilhelm Christian Wulf im Landkreis Bromberg in der Provinz Posen geboren. Von 1898 bis 1903 besuchte er die Volks- und Vorschule in Margonin, 1903 bis 1912 das Gymnasium in Gnesen. Dort legte er auch das Abitur ab, bevor er in Bonn, Breslau und abschließend erneut in Bonn Rechtswissenschaften studierte. Während des Ersten Weltkriegs, an dem er vom 17. November 1914 bis zum 29. November 1918 als Frontkämpfer teilnahm und aus dem er verwundet heimkehrte (Eisernes Kreuz II.), legte Wulf am 28. Mai 1915 das 1. juristische Staatsexamen ab. Seit dem 12. August 1915 war er Gerichtsreferendar. Nach dem Krieg promovierte er 1920 zum Dr. jur. Es folgte am 17. März 1922 die Große juristische Staatsprüfung (24. März 1922 Ernennung zum Gerichtsassessor) und zum 17. Juli 1922 die Übernahme als Hilfsarbeiter, später Hilfsreferent in das Reichsschatzministerium. Vom 1. April bis zum 31. Dezember 1923 fand er in gleicher Stellung Einsatz im Reichsfinanzministerium, bevor er zum 1. Juli 1926 als Amts- und Landrichter an das Landgericht Bochum berufen wurde (1. November 1926 Ernennung zum Landgerichtsrat).
Wenige Wochen nach der Machtergreifung durch die Nationalsozialisten trat Wilhelm Wulf am 1. März 1933 in die NSDAP ein. Zum 1. April 1933 folgte seine Ernennung zum Staatskommissar für Wanne-Eickel, durch Bestellung des Regierungspräsidenten in Arnsberg übernahm er vom 25. April 1933 bis zum 28. Februar 1934 zugleich die Stelle des stellvertretenden Oberbürgermeisters. Der Amtsinhaber Wilhelm Kiwit wurde derweil zum 21. September 1933 formel beurlaubt.
Nachdem Wilhelm Wulf zum 1. April 1934 in den Justizdienst zurückkehrte, übernahm er vom 1. April 1935 bis 1945 als Amtsgerichtsdirektor die Leitung des Amtsgerichts Bochum. Während dieses Zeitraums versah er während des Zweiten Weltkriegs vom 26. August 1939 bis zum 20. Mai 1941 sowie vom 11. Juni 1941 bis Kriegsende seinen Kriegsdienst; am 1. Mai 1942 erhielt er die Ernennung zum Kriegsgerichtsrat der Reserve und am 20. April 1944 zum Oberkriegsgerichtsrat der Reserve. Zwei Wochen vor Kriegsende geriet Wulf am 21. April 1945 in Kriegsgefangenschaft, ab September 1945 war er ohne Beschäftigung bzw. krank. Vor dem Entnazifizierungshaupt- (30. Juni 1946) bzw. Berufungsausschuß (11. September 1948) wurde er in die Kategorie IV (Mitläufer) eingestuft. Bereits vor seiner formellen Entnazifizierung durch den Sonderbeauftragten für die Entnazifizierung im Land Nordrhein-Westfalen (27. August 1948) fand Wulf schließlich bereits ab dem 4. September 1947 Einsatz als Hilfsrichter im Bezirk des Oberlandesgericht Hamm (Amtsgerichtsrat Amtsgericht Witten). Zum 1. Dezember 1947 folgte seine Versetzung als Amtsgerichtsrat an das Amtsgericht Essen, wo er kurz vor dem Eintritt in den Ruhestand zum 31. Dezember 1960 starb.
Privat befasste sich Wilhelm Wulf, der 1949 in Bochum geheiratet hatte, mit Genealogie und historischen Forschungen.

## Mitgliedschaften
- Nationalsozialistische Deutsche Arbeiterpartei (Mitgliedsnummer 1.842.542)[1]
- Bund Nationalsozialistischer Deutscher Juristen[2]
- SA 1. Oktober 1933 bis 1. Februar 1935 Stellenleiter im Kreisstab; Rottenführer[1]

## Schriften
- Tantiemensteuer in der neueren Rechtsprechung. Dissertation, 1920.[2]